# Walter Thompson
Walter A. Thompson (* 8. Mai 1903 in Indiana; † 17. Dezember 1975 in Los Angeles, Kalifornien) war ein US-amerikanischer Filmeditor, der zweimal für den Oscar für den besten Schnitt sowie ein weiteres Mal für den Eddie, den Preis der American Cinema Editors (ACE Award), für den besten Filmschnitt nominiert war.

## Leben
Thompson begann seine Laufbahn als Editor in der Filmwirtschaft Hollywoods 1930 bei dem von John Ford inszenierten Filmdrama U 13 (Men Without Women) mit Kenneth MacKenna, Frank Albertson sowie George LeGuere. Er wirkte bis zu seinem Tod an der Herstellung von über siebzig Filmen mit und war bei zwei Filmen auch als Filmregisseur tätig.
Bei der Oscarverleihung 1943 war Thompson erstmals für den Oscar für den besten Schnitt nominiert, und zwar für den Spielfilm This Above All (1942) von Anatole Litvak mit Tyrone Power, Joan Fontaine und Thomas Mitchell. Eine weitere Oscar-Nominierung für den besten Schnitt erhielt er 1960 für das von Fred Zinnemann inszenierte Filmdrama Geschichte einer Nonne (The Nun's Story, 1959) mit den Hauptdarstellern Audrey Hepburn, Peter Finch und Edith Evans.
Darüber hinaus war Thompson 1963 für den Eddie, den Preis der American Cinema Editors (ACE Award), für den besten Filmschnitt nominiert, und zwar für Die Wunderwelt der Gebrüder Grimm (The Wonderful World of the Brothers Grimm, 1962) von Henry Levin und George Pal mit Laurence Harvey als Wilhelm Grimm sowie Karlheinz Böhm als Jacob Grimm.

## Filmografie (Auswahl)
- 1930: U 13 (Men Without Women)
- 1935: The Phantom Empire
- 1937: Second Honeymoon
- 1939: Der junge Mr. Lincoln (Young Mr. Lincoln)
- 1939: Liebe und Leben des Telefonbauers A. Bell (The Story of Alexander Graham Bell)
- 1939: Damals in Hollywood (Hollywood Cavalcade)
- 1940: Lillian Russell
- 1940: Rache für Jesse James (The Return of Frank James)
- 1940: Tin Pan Alley
- 1941: Allotria in Florida (Moon Over Miami)
- 1941: In den Sümpfen (Swamp Water)
- 1942: This Above All
- 1942: Abenteuer in der Südsee (Son of Fury: The Story of Benjamin Blake)
- 1943: Crash Dive
- 1943: Die Waise von Lowood (Jane Eyre)
- 1947: Eine brennende Liebe (The Other Love)
- 1948: Pitfall
- 1948: Das ist also New York (So This is New York)
- 1949: Die Todeskurve (The Big Wheel)
- 1959: Geschichte einer Nonne (The Nun's Story)
- 1961: Der Rebell von Palawan (Samar)
- 1962: Die Wunderwelt der Gebrüder Grimm (The Wonderful World of the Brothers Grimm)
- 1964: Deine Zeit ist um (Behold a Pale Horse)
- 1965: Sie nannten ihn King (King Rat)
- 1966: Nicht so schnell, mein Junge (Walk Don’t Run)
- 1967: Die Mörder stehen Schlange (Murderer’s Row)
- 1969: Verschollen im Weltraum (Marooned)
- 1970: 100 Dollar mehr, wenn’s ein Junge wird (Baby Maker)
- 1972: Fat City
- 1972: Der Todesritt der glorreichen 7 (The Magnificent Seven Ride!)
- 1973: Der Spürhund (Shamus)
- 1973: Zeit der Prüfungen (The Paper Chase)
- 1974: Du hast mir doch ’n Baby versprochen (Mixed Company)
- 1975: Fahr zur Hölle, Liebling (Farewell, My Lovely)